# Ambilly
Ambilly település Franciaországban, Haute-Savoie megyében. Lakosainak száma 6269 fő (2022. január 1.). Ambilly Annemasse, Gaillard, Ville-la-Grand, Thônex és Puplinge községekkel határos.

## Népesség
A település népességének változása:
| Lakosok száma | 6092 | 6175 | 6388 | 6385 | 6261 | 6138 | 6014 | 6166 | 6269 |
|               | 2013 | 2015 | 2016 | 2017 | 2018 | 2019 | 2020 | 2021 | 2022 |